# Mirco Crepaldi
Mirco Crepaldi (Contarina, 11 giugno 1972 – Porto Viro, 28 dicembre 2019) è stato un ciclista su strada italiano, professionista dal 1995 al 2001.

## Biografia
Nato nel 1972 a Contarina, in provincia di Rovigo (allora comune autonomo, ora frazione di Porto Viro), nell'ultimo anno da dilettante, il 1994, vinse il G.P. San Gottardo e la Medaglia d'Oro Fiera di Sommacampagna con la maglia della G.S. C.S.P. De Nardi-Bottoli, mentre nel 1992 aveva vinto il titolo italiano su pista nella Corsa a punti Dilettanti.
Passato professionista nel 1995, a 23 anni, con il Team Polti, rimase sei anni con la stessa squadra, prendendo parte a due Giri d'Italia (ritirato nel 1996 e 79º nel 1997), quattro Tour de France consecutivi, tutti portati a termine (123º nel 1997, 75º nel 1998, 120º nel 1999 e 94º nel 2000), quattro Vuelte a España (91º nel 1995, ritirato nel 1996, 1998 e 2000), oltre alla Milano-Sanremo nel 1999 (134º), al Giro delle Fiandre nel 1998 (73º), a quattro Parigi-Roubaix (54º nel 1996, ritirato nel 1998, 1999 e 2000) e a due Liegi-Bastogne-Liegi (ritirato sia nel 1999 sia nel 2000).
Dopo un anno alla De Nardi-Pasta Montegrappa, squadra italiana con licenza slovacca, chiuse la carriera a fine 2001, a 29 anni.
È morto a fine 2019, a 47 anni, colpito da un infarto nella sua casa di Donada, frazione di Porto Viro.

## Palmarès

### Strada
- 1994 (dilettanti)

Gran Premio San Gottardo
Medaglia d'Oro Fiera di Sommacampagna

### Pista
- 1992 (dilettanti)

Campionati italiani, Corsa a punti Dilettanti

## Piazzamenti

### Grandi Giri
- Giro d'Italia

1996: ritirato (17ª tappa)
1997: 79º
- Tour de France

1997: 123º
1998: 75º
1999: 120º
2000: 94º
- Vuelta a España

1995: 91º
1996: ritirato
1998: ritirato
2000: ritirato

### Classiche monumento
- Milano-Sanremo

1999: 134º
- Giro delle Fiandre

1998: 73º
- Parigi-Roubaix

1996: 54º
1998: ritirato
1999: ritirato
2000: ritirato
- Liegi-Bastogne-Liegi

1999: ritirato
2000: ritirato